# Солнечный (Астраханская область)
Солнечный — посёлок в Красноярском районе Астраханской области России. Входит в состав Красноярского сельсовета, до 2015 года — в Забузанский сельсовет. Население — 217 человек (2010).

## История
В 2006 году началась процедура переименования поселка Заготскота Забузанского сельсовета Красноярского района в поселок Солнечный. В Астраханской областной Думе был принят закон о переименовании, в 2007-м обновленные данные были внесены в «Реестр административно-территориальных единиц, населенных пунктов Астраханской области»
4 сентября 2015 года посёлок Солнечный, вместе с остальными селениями Забузанского сельсовета, вошёл в состав Красноярского сельсовета, согласно Закону Астраханской области от 4 сентября 2015 года № 57/2015-ОЗ.
Название
Основанием для нового названия послужило расположение поселка на мысе самой широкой части реки Бузан, где ограниченное пространство усиливает поступление солнца.

## География
Посёлок находится в юго-восточной части Астраханской области, в дельты реки Волги, на правом берегу одного из наибольших её рукавов — реки Бузан, напротив о. Городской. Посёлок примыкает с запада к селу Забузан и к северо-востоку к районному центру селу Красный Яр. К юго-западу расположено кладбище. По южной окраине проходит федеральная автотрасса.
Уличная сеть состоит из двух географических объектов: ул. Речная, ул. Садовая
Климат
Умеренный, резко континентальный. Характеризуется высокими температурами летом и низкими — зимой, малым количеством осадков, а также большими годовыми и летними суточными амплитудами температуры воздуха.

## Население
| 2010 |
| ---- |
| 217  |

Национальный и гендерный состав
По данным Всероссийской переписи, в 2010 году численность населения посёлка составляла 217 человек (99 мужчин и 118 женщин, 45,6 и 54,4 %% соответственно).
Согласно результатам переписи 2002 года, в национальной структуре населения посёлка Заготскота (в будущем — Солнечный) казахи составляли 63 % от общей численности населения в 209 жителей.
| Национальность | Численность (2010) | Процент |
| -------------- | ------------------ | ------- |
| Казахи         | 120                | 57,1%   |
| Русские        | 50                 | 23,8%   |
| Чеченцы        | 26                 | 12,4%   |
| Татары         | 6                  | 2,9%    |
| Аварцы         | 5                  | 2,4%    |
| Не указана     | 3                  | 1,4%    |
| Всего          | 210                | 100%    |

## Инфраструктура
Автостанция (автовокзал) Солнечный. Мост через р. Бузан.

## Транспорт
Проходит федеральная автотрасса 12А-235 Астрахань — граница с Республикой Казахстан.
Поселковые дороги.